# János Vitéz
János Vitéz di Zredna (Zredna, 1408 – Esztergom, 11 agosto 1472) è stato un arcivescovo cattolico, umanista e cardinale ungherese.

## Biografia
Precettore di László Hunyadi, fu notaio regio dal 1443 e vescovo di Gran Varadino dei Latini nel 1445. Dopo l'elezione a re di Mattia Corvino ne divenne cancelliere.
Nominato nel 1465 arcivescovo di Strigonio, vi fondò una grande biblioteca.
Fu zio dell'umanista Janus Pannonius.
Vitéz fu promotore di studi astronomici: in particolare, promosse l'attività dell'astronomo austriaco Georg von Peuerbach.
Papa Paolo II lo aveva creato cardinale in pectore in un concistoro segreto avvenuto all'inizio del 1471 insieme ad altri tre vescovi, ma la morte del Pontefice sopraggiunse il 26 luglio dello stesso anno, e non ebbe il tempo di pubblicare i porporati.
Morì nel 1472.